# Néstor Clausen
Pour les articles homonymes, voir Clausen (homonymie).
Néstor Rolando Clausen est un footballeur argentin, né le 29 septembre 1962 à Arrufo (Argentine). Il évoluait au poste de défenseur. Il est par la suite devenu entraîneur. 
Champion de monde 1986 en tant que joueur.

## Carrière de joueur
- 1980-1988 : Independiente  Argentine
- 1989-1994 : FC Sion  Suisse
- 1994-1995 : Racing Club  Argentine
- 1995-1996 : Independiente  Argentine
- 1997-1998 : Arsenal de Sarandi  Argentine

## Palmarès en tant que joueur
- Vainqueur de la Coupe du monde 1986 avec l'équipe d'Argentine
- 26 sélections (1 but) en équipe d'Argentine entre 1983 et 1988
- Champion d'Argentine (Metropolitano) en 1983
- Champion d'Argentine en 1989
- Vainqueur de la Copa Libertadores en 1984
- Vainqueur de la Coupe intercontinentale en 1984
- Vainqueur de la Supercopa Sudamericana en 1995
- Vainqueur de la Coupe de Suisse en 1991
- Champion de Suisse en 1992

## Carrière d'entraîneur
- 1999-2001 : CA Independiente (coordinateur des sections de jeunes)  Argentine
- 1999-2001 : CA Independiente (entraineur des jeunes)  Argentine
- 2001-2002 : CA Independiente  Argentine
- 2002-2003 : Oriente Petrolero  Bolivie
- 2003-2004 : The Strongest  Bolivie
- 2004-2005 : Chacarita Juniors  Argentine
- 2006 : Huracán de Tres Arroyos  Argentine
- 2006-2007 : FC Sion  Suisse
- 2007-2008 :  Oman (adjoint)
- 2008-2009 : Neuchâtel Xamax  Suisse
- 2009 : Koweït SC  Koweït
- 2010 : Club Bolívar  Bolivie
- 2011 : The Strongest  Bolivie
- 2011 : Dubaï Club  Émirats arabes unis
- 2012-2013 : Club Blooming  Bolivie
- 2013 : Jorge Wilstermann  Bolivie
- 2013-2014 : Sport Boys Warnes  Bolivie
- 2014 :  Bolivie (intérim)
- 2015 : CD San José  Bolivie
- 2016 : Mushuc Runa  Équateur
- 2016-2017 : CS Sfaxien  Tunisie
- 2017 : CD San José  Bolivie
- 2018 : Oriente Petrolero  Bolivie
- 2019 : CD San José-  Bolivie

## Palmarès en tant qu'entraîneur
- Vice-champion du championnat bolivien en 2003
- Vice-champion National en 2003
- Vainqueur de la Copa Aero Sur (Copa de Campeones) en 2003
- Champion National Tornea Apertura en 2003
- Champion National Tornea Clausura en 2003